# Stadtwerke Marburg
Die Stadtwerke Marburg GmbH ist ein kommunales Energiedienstleistungsunternehmen, das sich zu 100 % im Besitz der Universitätsstadt Marburg befindet.

## Tätigkeitsbereich
Die Stadtwerke Marburg sind als Lieferant und Netzbetreiber in den Bereichen Strom, Wärme, Gas, Wasser und Abwasser tätig. Auch für die Sparten Mobilität, Entsorgung und Internet ist das kommunale Unternehmen zuständig.
Im Bereich der Erneuerbaren Energien realisieren die Stadtwerke Marburg Nah- und Fernwärmeprojekte, betreiben drei Windenergieanlagen, zwei Solarparks, mehrere Blockheizkraftwerke sowie eine Biogas- und Kompostierungsanlage. Weiterhin bewirtschaftet das kommunale Unternehmen Parkraumflächen und -häuser sowie Gewerbeimmobilien.
Etwa 20 % des Regelverkehrs der Busflotte und der Betriebsfahrzeuge der Stadtwerke erfolgen mit Strom- und Erdgasantrieb. In Marburg und im Landkreis Marburg-Biedenkopf werden zudem rund 60 öffentliche Elektrotankstellen betrieben.

## Nahverkehr
Die Marburger Verkehrsgesellschaft mbH ist zu 100 % ein Tochterunternehmen der Stadtwerke Marburg und stellt mit rund 86 Fahrzeugen und 20 Buslinien das Nahverkehrsangebot in Marburg zur Verfügung. Jährlich werden ca. 3,35 Millionen Nutzwagenkilometer erbracht. Neben dem Linienbusverkehr bieten die Stadtwerke zudem das Anrufsammeltaxi (AST) an.

## Absatzzahlen (2023)
(Quelle:)
- Strom: 196,3 MWh
- Erdgas: 533,2 MWh
- Wärme: 64,2 MWh
- Wasser: 5,141 Tcbm

## Beteiligungen und Tochtergesellschaften
- Stadtwerke Marburg Consult GmbH (100 %)
- Marburger Verkehrsgesellschaft mbH (100 %)
- Marburger Entsorgungs-GmbH (100 %)
- Marburger Kommunalentsorgungs-GmbH (100 %)
- Stadtwerke Marburg Immobilien GmbH (100 %)
- Software Center Marburg Besitz- und Verwaltungs-Gesellschaft mbH (mittelbar über Stadtwerke Marburg Immobilien GmbH) (90 %)
- Erneuerbare für Marburg-Biedenkopf Verwaltungs GmbH (100 %)
- Erneuerbare für Marburg-Biedenkopf GmbH & Co. KG (100 %)
- GrundNetz GmbH (51 %)
- fünfwerke GmbH & Co. KG (20 %)
- Nahwärme Biedenkopf GmbH (24 %)
- Gasversorgung Biedenkopf GmbH (10 %)
- Energie Marburg-Biedenkopf GmbH & Co. KG (4,9 %)
- Mainova Gemeinschaftswindpark Hohenahr GmbH & Co. KG (2,5 %)
- Windpark Hassenhausen GmbH & Co. KG (mittelbar über Erneuerbare für Marburg-Biedenkopf GmbH & Co. KG) (20 %)